# Euglypha ciliata
Euglypha ciliata – Przedstawiciel Rhizaria z gromady Imbricatea z rodzaju Euglypha. Wielkość 60  –  100 μm. Bytuje w różnych zbiornikach wodnych, najczęściej w okolicach dennych w detrytusie.